# Roberts Štelmahers
Roberts Štelmahers, né le 19 novembre 1974, à Riga, en République socialiste soviétique de Lettonie, est un joueur et entraîneur letton de basket-ball. Il évolue durant sa carrière au poste de meneur.

## Palmarès
- Coupe de Slovénie 2003, 2004
- Coupe ULEB 2005
- Ligue baltique 2006, 2007

Entraîneur
- Ligue baltique 2013